# Yuca (Band)
Yuca ist eine vierköpfige Rockband aus Kanada.

## Geschichte
Sänger Matt Borck fand seine Berufung zur Musik, nachdem es mit einer Karriere als Profifußballer und als Skater im großen Stil nicht geklappt hatte. Zusammen mit seinen Bandkollegen schuf er Yuca und wagt damit einem enthusiastischen Vorstoß auf das derzeitige Musikbusiness, das den Fokus auf Unabhängigkeit, Innovation und eine „Warum-nicht“-Einstellung legt.
Das erste Album – betitelt YUCA – brachten die Musiker ohne Hilfe eines Labels auf den Markt. Produziert wurde es von John MacLean zusammen mit der Band, gemastert von George Marino.
It’s about something ist nun die erste Singleauskopplung.